# 12473 Levi-Civita
12473 Levi-Civita (1997 CM19) là một tiểu hành tinh vành đai chính được phát hiện ngày 10 tháng 2 năm 1997 bởi P. G. Comba ở Prescott.